# Moisès Villèlia
Moisès Sanmartín (Villèlia) Puig (Barcelona 1928 - 1994) fue un escultor y poeta español.
En 1958 se casó con la pintora Magda Bolumar con quien monta un taller conjunto para estudiar materiales primarios.
Vivió en París a finales de los años 1960 en Quito y Buenos Aires entre 1969 y 1972. Formó parte del Club 49, fundado por Joan Prats. Colaboró intensamente con Oriol Bohigas, Jordi Estany, Enric Tous, Josep Maria Martorell, Joan Miró, Ángel Ferrant, Antoni Tàpies, Sebastià Gasch, Josep Lluís Sert, Joaquim Gomis, Joan Brossa, Michel Tapié, Pierre Matisse, Jaques Dupin, etc.

## Breve cronología
- 1954. Realiza su primera exposición individual en el Museo Municipal de Mataró.
- 1956. Participa en el IX Salón de octubre de Barcelona.
- 1957. Presenta en el X Salón de octubre su primera escultura de caña.
- 1960. Es elegido para la primera exposición del nuevo Museo de Arte Contemporáneo de Barcelona.
- 1961. Dirección, escenografía y vestuario de la obra de Joan Brossa El Bell Lloc, en la sede del FAD.
- 1974. La Editorial Polígrafa publica su primera monografía.
- 1976. Exposición en la Sala Gaspar de Barcelona con el título "escultures, dibuixos", noviembre-diciembre.[2]
- 1986. Experimenta la incorporación de la cerámica a sus esculturas de bambú.
- 1990. Exposición antológica en el Centre d'Art Contemporani de Gerona.
- 1990. Realiza una escultura monumental, "Els guardians de l'aigua", dentro de los actos conmemorativos del Milenario de Cataluña, en el Paseo de Barcelona de Olot.
- 1992. Realiza una escultura monumental para la plaza pública La Brisa de Mataró.
- 1999. Exposición en el IVAM (Valencia).
- 2005. Exposición en la Fontana d'Or (Gerona).